# Steiger (Bessenbach)
Steiger ist ein Gemeindeteil der Gemeinde Bessenbach im unterfränkischen Landkreis Aschaffenburg in Bayern.
Das Dorf liegt in der Gemarkung von Keilberg, zwischen Aschaff- und Laufachtal auf 255 m ü. NHN oberhalb der Bundesautobahn 3.